# Mu-metal

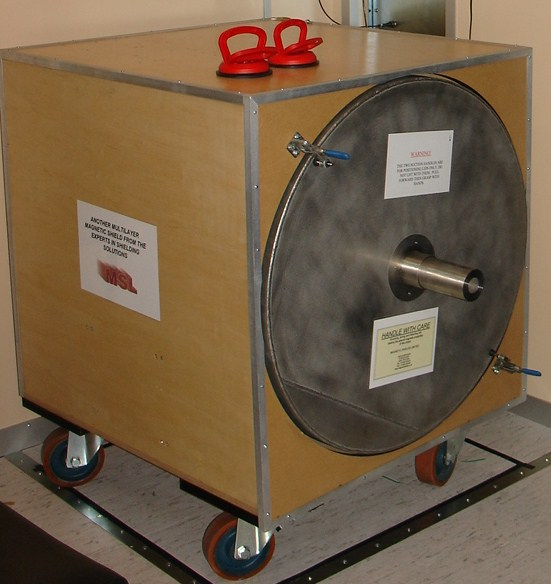
Una caja construida con mu-metal de cinco-capas reduce el campo magnético de la Tierra aproximadamente 5000 veces

Mu-metal es una aleación de níquel-hierro (aproximadamente 75% de níquel, 15% de hierro, además de cobre y molibdeno) que tiene una permeabilidad magnética muy alta. La alta permeabilidad hace al mu-metal muy eficaz en la detección de campos magnéticos estáticos o de baja frecuencia, que no puede ser atenuada por otros métodos. El nombre procede de la letra griega mu (μ), que representa la permeabilidad. Diferentes variantes de la aleación se venden bajo nombres comerciales tales como Mumetal, MuMetal y MuShield; este artículo cubrirá sus características comunes.
Mu-metal puede tener permeabilidades relativas de 80.000-100.000 en comparación con los valores de 10.000-20.000 de los aceros no aleados. Además tiene baja coercitividad y magnetostricción lo que da como resultado que la pérdida por histéresis sean bajas. Sus propiedades magnéticas son similares a otras aleaciones de alta permeabilidad como Permalloy, pero es más dúctil y manejable.
Los objetos de mu-metal requieren un tratamiento térmico después de que adoptan su forma definitiva. Este recocido en un campo magnético en atmósfera de hidrógeno, al parecer aumenta la permeabilidad magnética alrededor de 40 veces. El recocido altera la estructura cristalina del material, alineando los granos y eliminando algunas impurezas, especialmente de carbono, que impiden el movimiento libre de los límites de los dominios magnéticos. La flexión o la aplicación de golpes después del recocido puede alterar la alineación de granos del material, dando lugar a una disminución de la permeabilidad de las zonas afectadas, que puede ser restaurada mediante la repetición de la etapa del recocido en atmósfera de hidrógeno.

## La protección magnética
La alta permeabilidad del mu-metal proporciona una ruta de baja resistencia para el flujo magnético, lo que lleva a su uso principal, en escudos magnéticos contra campos magnéticos estáticos o que varían lentamente. La protección magnética realizada con aleaciones de alta permeabilidad como las piezas de mu-metal y no mediante el bloqueo de los campos magnéticos, sino por derivación de ellos, establece una ruta para las líneas de campo magnético alrededor de la zona blindada. Así que la mejor forma para los escudos es la de un recipiente cerrado que rodea el espacio protegido. La eficacia de las protección con mu-metal disminuye con la permeabilidad de la aleación, que deja pasar tanto a los campos de intensidad baja como, debido a la saturación, a los campos de intensidad alta. Así los escudos de mu-metal están a menudo en forma de varios recintos, unos en el interior del otro, cada uno de los cuales reduce sucesivamente el campo en su interior. Los campos magnéticos de RF (radiofrecuencia) por encima de unos 100 kHz pueden estar protegidos por escudos de Faraday, chapas conductoras o pantallas ordinario que se utilizan para protección contra los campos eléctricos.

## Historia
Mu-metal fue desarrollado por los científicos Willoughby S. Smith y Garnett y patentado en 1923 para carga inductiva de cables telegráficos submarinos por The Telegraph Construction and Maintenance Co. Ltd. (now Telcon Metals Ltd.), una empresa británica que construyó los cables submarinos del telégrafo a través del Atlántico. El agua del mar que rodea a un conductor de cable submarino agregaba una gran cantidad de capacitancia al cable, lo que limitaba el ancho de banda y desaceleraba la velocidad de la señal de 10 a 12 palabras por minuto. El ancho de banda podría aumentarse mediante la adición de inductancia para compensar. Esto se hizo por primera vez envolviendo los conductores con una envoltura helicoidal de cinta de metal o alambre de alta permeabilidad magnética, que limitaba el campo magnético. Mu-metal fue inventado añadiendo cobre a la anterior aleación de alta permeabilidad (Permalloy) para mejorar la ductilidad. 50 millas de alambre fino de mu-metal se necesitaban por cada milla de cable, lo que generó una gran demanda de la aleación. Durante el primer año de producción, Telcon era capaz de producir 30 toneladas por semana. En la década de 1930 este uso del mu-metal decayó, pero debido a la Segunda Guerra Mundial se encontraron otros muchos usos en la industria electrónica (en particular, el blindaje de transformadores, y tubos de rayos cátodicos), así como para las espoletas en el interior de las minas navales magnéticas.

## Usos y propiedades
Mu-metal se usa para proteger equipos de los campos magnéticos. Por ejemplo:
- Transformadores de energía eléctrica, que se construyen con carcasa de mu-metal para evitar que afecten a circuitos cercanos.
- Discos duros, que tienen soportes de mu-metal para los imanes que se encuentran en la unidad para así mantener el campo magnético fuera del disco.
- Tubos de rayos catódicos utilizados en los osciloscopios analógicos.
- Cartuchos de fonógrafo magnético, que tienen una carcasa de mu-metal para reducir la interferencia cuando se reproduce el LP
- Equipos de resonancia magnética de imágenes.
- Los magnetómetros utilizados en magnetoencefalografía y magnetocardiografía.
- Tubos fotomultiplicadores.
- Cámaras de vacío para los experimentos con electrones de baja energía, por ejemplo, la espectroscopia de fotoelectrones.
- Circuitos superconductores y especialmente circuitos por uniones de Josephson.
- Núcleos de las piezas polares de las cabezas grabadoras y reproductoras de magnetófono, así como sus blindajes; los primeros por su alta permeabilidad y linealidad de transducción y los segundos por la protección que aportan, en especial en las cabezas reproductoras, contra la captación de campos magnéticos externos.

Otros materiales con propiedades magnéticas incluyen Supermalloy, Nilomag, supermumetal, Sanbold, permalloy al molibdeno, Sendust, M-1040, Hipernom y HyMu-80, Revodur y Vacodur (estas son marcas registradas de la compañía suiza Studer-Revox).